# Oullins Centre (metrostation)

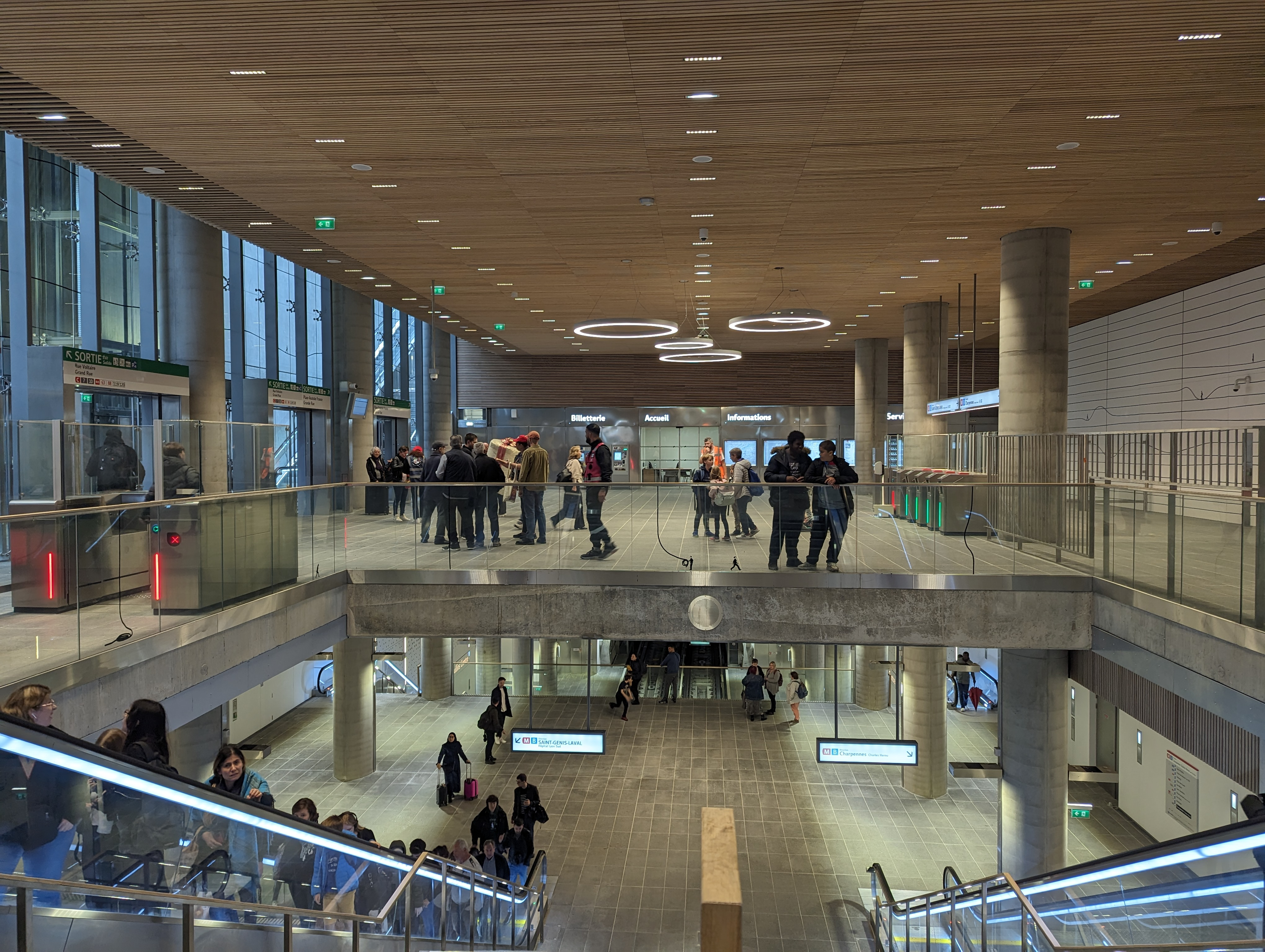
De mezzanine van het metrostation Oullins Centre

Oullins Centre is een metrostation van lijn B van de metro van de Franse stad Lyon, gelegen in het centrum van de voorstad Oullins.  Het station werd geopend op 20 oktober 2023 als een van de twee stations verbonden met een 2,5 km lange zuidelijke uitbreiding van de lijn, samen met de zuidelijker gelegen terminus Saint-Genis-Laval Hôpital Lyon Sud.
Het station bestaat uit 2 perronsporen met zijperrons. De toegang van het station is uitgerust met roltrappen en liften.
Oullins Centre is met 25 meter diepte na Vieux Lyon - Cathédrale Saint-Jean op lijn D het op een na diepst gelegen metrostation in het TCL-netwerk. Op het gelijkvloers zijn er twee toegangen, aan weerszijden van de Place Anatole France. Het station heeft een ticketzaal op het niveau -1 met kaartautomaten, na passage van toegangspoortjes kan men afdalen naar een mezzanine op -2 en de perrons op niveau -3. Het metrostation werd gebouwd met heldere, natuurlijke en warme materialen, zoals steen, hout en minerale hars. Het werd ontworpen door het architectenbureau Atelier Schall, de bouw begon in september 2018. Het station is ontworpen om dagelijks gemiddeld 24.000 passagiers te ontvangen.
Het station onder Place Anatole France, ligt in de buurt van het stadhuis, de Saint-Martin kerk en de Grande Rue d'Oullins, de hoofdstraat van het stadje. Op straatniveau biedt het station verbindingen met vele buslijnen, de buslijnen C7, C10, 63 en 88 van het TCL-netwerk en lijnen 119 en 120 van het streekvervoer de Cars du Rhône. Om naast het openbaar vervoer ook het gebruik van de fiets te stimuleren en de toegang tot de metro te vergemakkelijken, werd ook een kleine fietsenstalling in gebruik genomen met 61 plaatsen, waarvan 1 plaats voor bakfietsen.
Charpennes - Charles Hernu · Brotteaux · Gare Part-Dieu - Vivier Merle · Place Guichard - Bourse du Travail · Saxe - Gambetta · Jean Macé · Place Jean Jaurès · Debourg · Stade de Gerland - Le LOU · Gare d'Oullins · Oullins Centre · Saint-Genis-Laval Hôpital Lyon Sud